# Сражающиеся змеи
Kolowisi Awithlaknannai (Сражающиеся змеи) — стратегическая настольная игра североамериканских индейцев племени зуни. Она была описана Стюартом Кюленом в его книге «Games of the North American Indians» (1907). Игра является родственником шашек и алькерка. Захваты фишек происходят путём перепрыгивания через них. Как полагают, испанцы завезли игру алькерк в Америку несколько веков назад, и она развивалась своим путём, однако этому нет никаких убедительных доказательств. Более того, игровое поле не является квадратным, как поля для алькерка или шашек. Длина поля значительно превышает его ширину. Игра больше похожа на алькерк, чем на шашки, потому что фишки могут двигаться в любом направлении и нет дамок. Кроме того, поле состоит из пересечений линий вместо квадратов.

## Цель игры
Цель игры состоит в том, чтобы захватить фишки другого игрока. Если это невозможно, то игрок с наибольшим количеством фишек, оставшихся в игре, становится победителем. Еще один способ победить — это заблокировать все движения другого игрока. Игрок не может пропускать ход.

## Комплектация
Игровое поле состоит из трёх параллельных горизонтальных линий, соединённых наклонными диагональными линиями. На верхней и нижней линиях находятся по 16 точек пересечений, а на центральной 17. Игровые фишки могут ходить только вдоль линий поля и только по точкам пересечений линий.
Существует укороченная версия игрового поля (верхняя и нижняя линия — 8 точек, центральная — 9).
Каждый игрок получает по 24 фишки. Игроки играют фишками различных цветов.

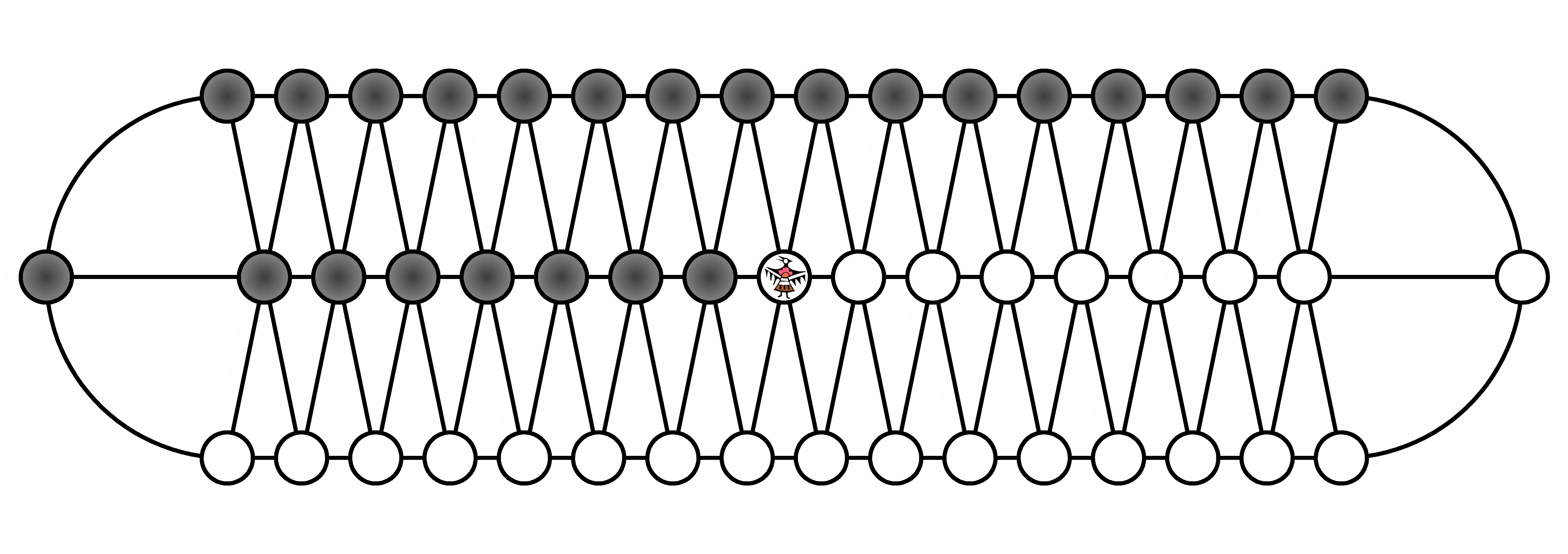
Большое поле для игры "Сражающиеся змеи"
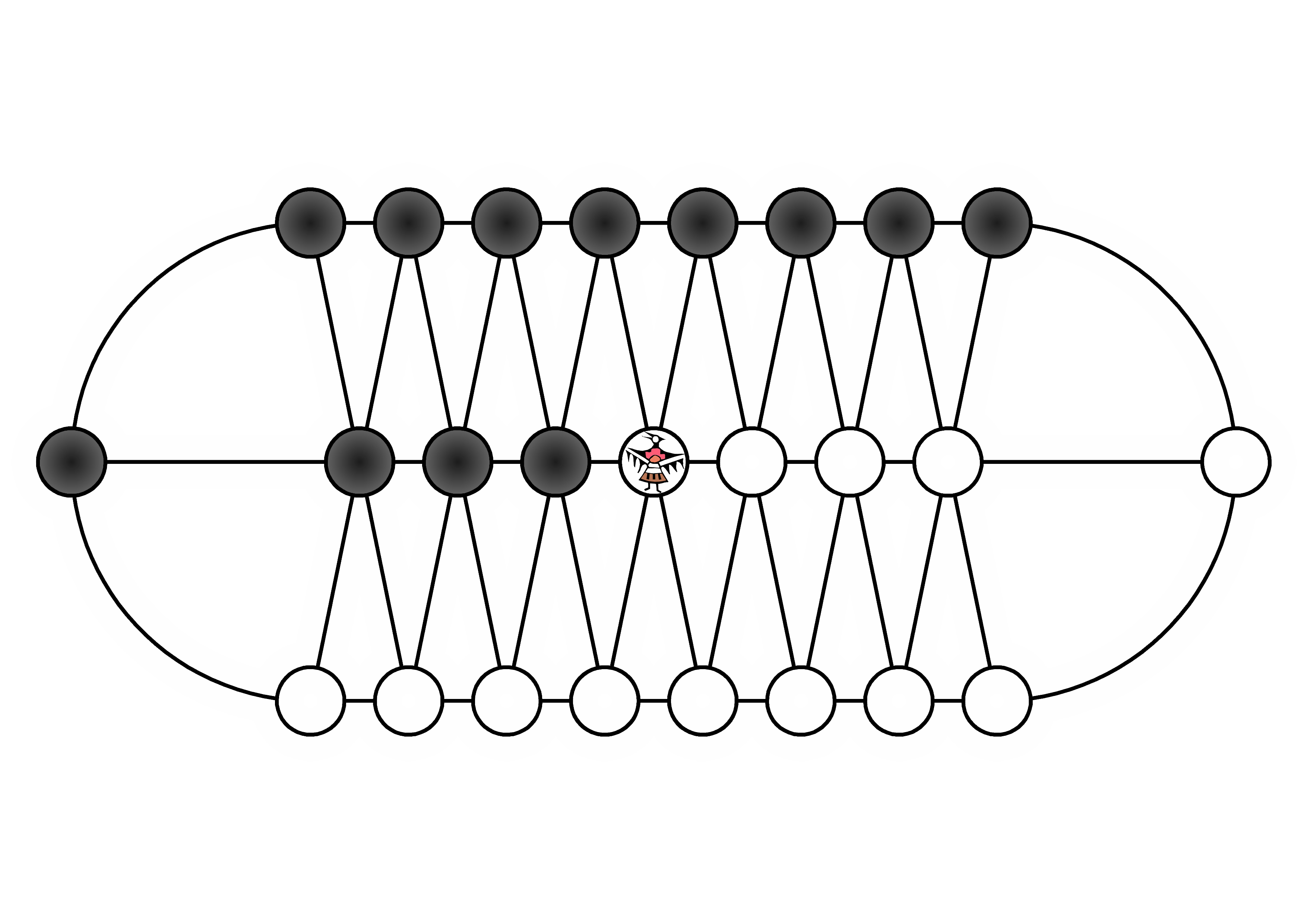
Малое поле для игры "Сражающиеся змеи"

## Правила игры
1. Каждый игрок размещает свои 24 фишки на ближайшем к нему ряду и на правой половине центрального ряда. Свободной должна остаться только центральная точка.
2. Любой игрок может начать первым. Однако первый игрок должен походить в центральную точку, где его обязательно съедят, так как захваты являются обязательными. Поэтому считается, что у второго игрока есть преимущество.
3. Есть два вида хода: со взятием и без взятия. При ходе без взятия фишка может переместиться по линии разметки поля на соседнюю свободную точку. Для того, чтобы захватить вражескую фишку, её необходимо перепрыгнуть, а для этого за ней должно быть свободное пространство для приземления (как в алькерке или шашках). Захваты фишек также происходят согласно разметке поля. Захваченная фишка снимается с поля. Захваты обязательны.
4. Серии взятий разрешаются, но не являются обязательными.